# Kings Mountain
Kings Mountain är en ort i Cleveland County, och Gaston County, i North Carolina. Vid 2010 års folkräkning hade Kings Mountain 10 296 invånare.